# Drassodes spinicrus
Drassodes spinicrus är en spindelart som beskrevs av Lodovico di Caporiacco 1928. Drassodes spinicrus ingår i släktet Drassodes och familjen plattbuksspindlar.
Artens utbredningsområde är Libya. Inga underarter finns listade i Catalogue of Life.